# Esdras
Esdras (en hebreo: עזרא‎, romanizado: Ezra, lit. 'ayuda' o 'auxilio'; fl. 480–440 a. C.), de acuerdo a la Biblia hebrea, era un importante escriba (sofer) y sacerdote (cohen) judío en el Período del Segundo Templo, y el principal protagonista del Libro de Esdras. También según la Biblia hebrea volvió del cautiverio de Babilonia y reintrodujo la Torá en Jerusalén (Esdras 7–10 y Neh 8). Según el libro I Esdras, una traducción griega del Libro de Esdras, todavía en uso en la Iglesia ortodoxa, era sumo sacerdote.
Su nombre puede ser una abreviación de עזריהו  ZrhvAzaryahu, "Yah ayuda". En la Septuaginta Ezra se convierte en Esdras (Ἔσδρας), lo mismo que en latín.
El Libro de Esdras describe cómo condujo a un grupo de judíos exiliados desde Babilonia hasta su hogar en Jerusalén (Esdras 8.2-14), donde se dice que les obligó a la observancia de la Torá, y a limpiar la comunidad de matrimonios mixtos.
Esdras es una figura altamente respetada en el judaísmo.

## Libro canónico y apócrifos
Según las distintas colecciones de libros de las diferentes comunidades creyentes, existen diversos libros atribuidos al escriba Esdras, que podrían resumirse así:
| # | Texto masorético | Biblias en español  | Vulgata             | Septuaginta        | Versiones eslavas | Versión etíope  | Nombres alternativos | Nombres alternativos             | Nombres alternativos |
| 1 | Ezra             | Esdras              | 1 Esdras            | 2 Esdras B΄ Έσδρας | 1 Esdras          | Esdras-Nehemías | Esdras-Nehemías      | Esdras-Nehemías                  | Esdras-Nehemías      |
| 2 | Nehemyah         | Nehemías            | 2 Esdras            | 2 Esdras B΄ Έσδρας | Nehemías          | Esdras-Nehemías | Esdras-Nehemías      | Esdras-Nehemías                  | Esdras-Nehemías      |
| 3 | no existe        | 1 Esdras (apócrifo) | 3 Esdras (apéndice) | 1 Esdras A΄ Έσδρας | 2 Esdras          | 2 Esdras        | Esdras griego        | Esdras griego                    | Esdras griego        |
| 4 | no existe        | 2 Esdras (apócrifo) | 4 Esdras (apéndice) | no existe          | 3 Esdras          | Ezra Sutuel     | (Cap. 3–14)          | 4 Esdras o Apocalipsis de Esdras | Esdras latino        |
| 5 | no existe        | 2 Esdras (apócrifo) | 4 Esdras (apéndice) | no existe          | 3 Esdras          | no existe       | (Cap. 1–2)           | 5 Esdras                         | Esdras latino        |
| 6 | no existe        | 2 Esdras (apócrifo) | 4 Esdras (apéndice) | no existe          | 3 Esdras          | no existe       | (Cap. 15–16)         | 6 Esdras                         | Esdras latino        |

## En la Biblia hebrea
Los libros canónicos Libro de Esdras y Libro de Nehemías son las fuentes más antiguas sobre la actividad de Esdras, mientras que muchos de los otros libros escritos sobre Esdras son trabajos literarios posteriores, dependientes de los canónicos.
Libro de Esdras-Nehemías
Los libros de Esdras y Nehemías formaban originariamente un solo rollo  Más tarde, los judíos dividieron este rollo y lo llamaron Esdras I y II. Las Biblias hebreas modernas llaman a los dos libros, «Esdras y Nehemías», como también lo hacen otras traducciones modernas de la Biblia. Algunas partes del Libro de Esdras (4:8 a 6:18 y 7:12-26) fueron escritas en arameo, pero la mayoría está en idioma hebreo. Esdras era experto en ambas lenguas. Esdras, un descendiente de Seraiah, el sumo sacerdote, estaba viviendo en Babilonia, cuando en el séptimo año de Artajerjes I (~ 457 a. C.), rey de Persia, el rey le envió a Jerusalén a enseñar las leyes de Dios a cualquiera que no las conociese. Esdras condujo a un gran número de exiliados, de vuelta a Jerusalén, donde descubrió que los judíos se habían casado con mujeres no-judías. Al ver esto, rompió sus vestiduras y confesó los pecados de Israel ante Dios, y luego se enfrentó a la oposición de algunos de sus compatriotas para purificar a la comunidad y disolver los matrimonios pecaminosos. Algunos años después, Artajerjes envió a Nehemías (un noble judío de su servicio personal) a Jerusalén, como gobernador, con la tarea de reedificar las murallas de la ciudad. Una vez que fue completada esta tarea, Esdras leyó la Ley de Moisés a la asamblea de los israelitas, y el pueblo y los sacerdotes entraron en un pacto para mantener la ley y separarse de los restantes pueblos.

## En la literatura rabínica

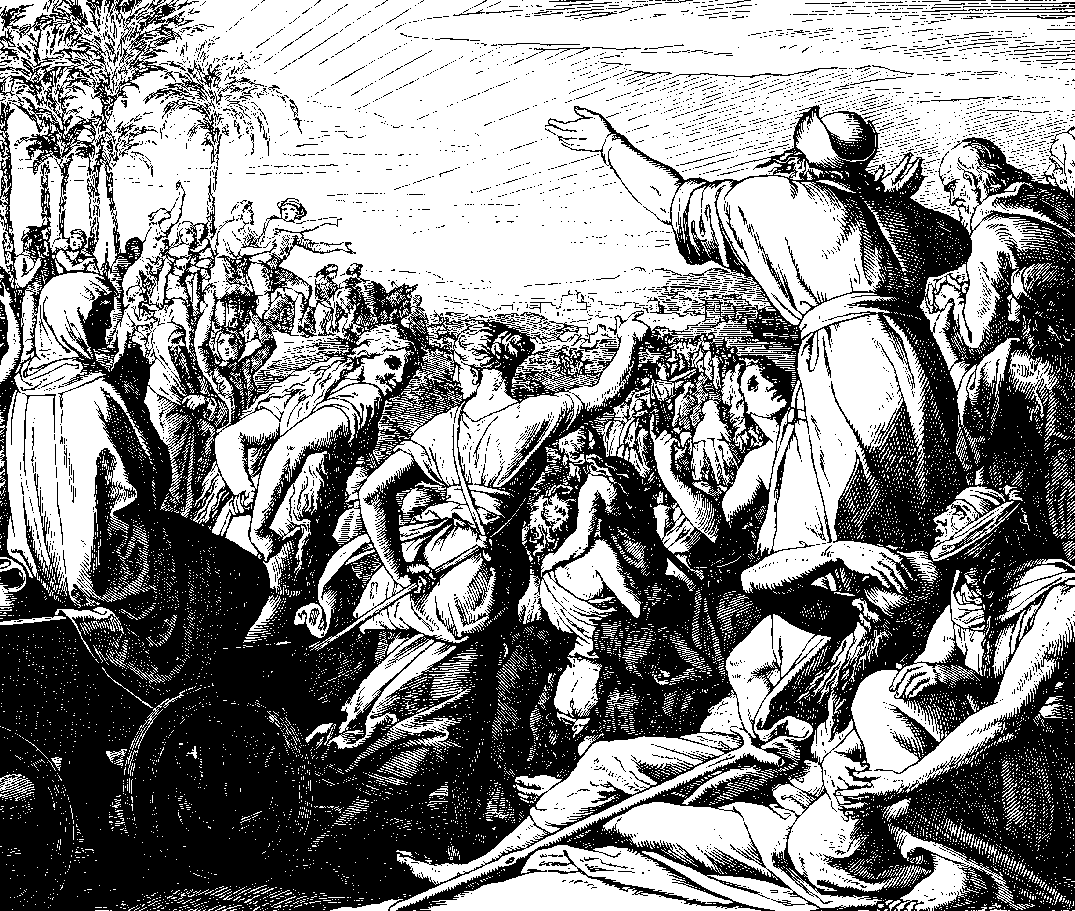
El regreso del exilio se representa en esta xilografía para Die Bibel in Bildern, 1860, de Julius Schnorr von Carolsfeld.

Tradicionalmente, el judaísmo atribuye a Esdras el establecimiento de la Gran Asamblea de eruditos y profetas, precursora del Sanedrín, como autoridad en asuntos de ley religiosa. Se atribuye a la Gran Asamblea el establecimiento de numerosas características del judaísmo tradicional contemporáneo en algo parecido a su forma actual, incluyendo la lectura de la Torá, la Amidá y la celebración de la fiesta de Purim.
En las tradiciones rabínicas, Esdras es referido metafóricamente como las «flores que aparecen en la tierra» significando la primavera en la historia del judaísmo nacional. Discípulo de Baruch ben Neriah, favoreció el estudio de la Ley por encima de la reconstrucción del Templo y por ello, debido a sus estudios, no se unió al primer grupo que regresó a Jerusalén en el reinado de Ciro. Según otra opinión, no se unió al primer partido para no competir, ni siquiera involuntariamente, con Josué ben Jozadak por el cargo de Sumo Sacerdote de Israel.
Según la tradición judía, Esdras fue el escritor de los Libros de las Crónicas, y es el mismo profeta conocido también como Malaquías. Existe una ligera controversia dentro de las fuentes rabínicas sobre si Esdras había servido o no como Sumo Sacerdote de Israel.
Según el Talmud de Babilonia, se dice que Esdras el Escriba promulgó diez leyes y órdenes permanentes, que son las siguientes:
1. Que el público se reúna para leer del sefer Torá en Shabatot durante el tiempo de la oblación de la tarde (Minjá), a causa de aquellos comerciantes ambulantes que merodean por las tiendas cerradas en las esquinas de las calles, y que pueden haberse perdido las lecciones bíblicas que se leían durante los días laborables.[15]
2. Que los tribunales (beth din) se abrieran en todos los municipios judíos los lunes y los jueves.
3. Que las mujeres no esperasen más allá del jueves para lavar sus ropas, debido al honor debido al día de reposo.
4. Que los hombres se acostumbraran a comer ajo [cocido] en la víspera del Sabbath (se creía que aumentaba el amor entre un hombre y su mujer).
5. Que las mujeres se levantaran temprano los viernes por la mañana para hornear pan, de modo que hubiera un trozo de pan disponible para los pobres.
6. Que las mujeres judías se ciñeran en todo lugar un cinturón ancho (faja), tanto por delante como por detrás, por pudor.
7. Que las mujeres judías, durante su menstruación, se laven y peinen el cabello tres días antes de su purificación en un baño ritual.
8. Que los mercaderes ambulantes hagan rondas regulares por las aldeas y pueblos judíos debido al honor que se debe a las hijas de Israel (a saber, para que las hijas de Israel puedan comprar joyas).[16]
9. Que las mujeres y/o niñas judías, como medida de precaución, se acostumbren a conversar entre ellas mientras una de su grupo sale a hacer sus necesidades en la letrina.
10. Que los hombres que hayan sufrido una emisión seminal (especialmente después de acompañar a sus esposas) sean obligados a sumergirse en una mikve antes de que se les permita leer del rollo de la Ley.

En la aldea siria de Tedef, los judíos veneran desde hace siglos una sinagoga que se dice es el lugar donde Esdras hizo escala. Otra tradición sitúa su tumba cerca de Basora (Irak).

## Las tradiciones apocalípticas de Esdras
El apocalíptico cuarto libro de Esdras (también llamado a veces el 'segundo libro de Esdras' o el 'tercer libro de Esdras') fue escrito hacia el año 100 de nuestra era, probablemente en lenguas judeo-arameas, pero ahora sobrevive en latín, eslavo y etíope. En este libro, Esdras tiene una revelación profética en siete partes, conversa con un ángel de Dios tres veces y tiene cuatro visiones. Esdras, treinta años después del exilio babilónico (4 Esdras 3:1 / 2 Esdras 1:1), relata el asedio de Jerusalén (587 a. C.) y la destrucción del Templo de Salomón. Los temas teológicos centrales son «la cuestión de la teodicea, la justicia de Dios ante el triunfo de los paganos sobre los piadosos, el curso de la historia del mundo en términos de la enseñanza de los cuatro reinos, la función de la ley, el juicio escatológico, la aparición en la Tierra de la Jerusalén celestial, la Período Mesiánico, al final del cual el Mesías morirá, el fin de este mundo y la venida del otro, y el Juicio Final. « Esdras restaura la ley que fue destruida con el incendio del Templo de Jerusalén. Dicta 24 libros para el público (es decir, la Biblia hebrea) y otros 70 sólo para los sabios (70 obras reveladoras sin nombre). Al final, es llevado al cielo como Enoc y Elías. Esdras es visto como un nuevo Moisés en este libro.
Existe también otra obra, que se cree influenciada por ésta, conocida como el Apocalipsis griego de Esdras.

## En el Corán
Algunos exégetas del Corán identifican a Esdras con Uzair o Uzayr (árabe: عزير) por la gran similitud de sus nombres. Según el texto coránico, en el que sólo se le menciona una vez, los judíos divinizaron a Uzayr dándole el título de "Hijo de Dios" para atribuirle una naturaleza divina, como se explica en la sura coránica "Inmunidad o arrepentimiento", IX, 30 dice: "Los judíos dijeron: 'Uzayr [es] el hijo de Dios', y los cristianos dijeron: 'El Mesías [es] el hijo de Dios'". Esta es su palabra de su boca. Imitan las palabras de los incrédulos que les precedieron. ¡Que Dios los destruya! ¿Cómo se desvían (de la verdad)? "
La identificación del personaje 'Uzayr es compleja. Para Newby, esta construcción puede haberse realizado identificando a Uzayr con Enoch y haciendo referencia a su elevación al cielo. En algunos apócrifos judíos, Enoc "se metamorfoseó en una figura divina". Para Bar-Asher, la transferencia de creencias de Enoch a Uzayr, que explicaría la acusación coránica, no es más que una "simple hipótesis "6. Más tarde, Ginzberg lo asoció con Malaquías, suponiendo una mala interpretación del texto bíblico por parte de Mahoma. Schwarzbaum demostró en un estudio de tradiciones orales una confusión en algunas tradiciones entre 'Uzayr y Jeremías, mientras que otros autores conservaron la identidad tradicional de Esdras y 'Uzayr.
Vivian Comerro, por su parte, recuerda una tradición islámica según la cual Uzayr era el compañero de cautiverio de Daniel. Los tradicionalistas musulmanes habrían confundido Esdras con Azarías, ya que los dos nombres son muy parecidos. Según esta hipótesis, la acusación coránica procede de una confusión entre este personaje bíblico y un "cuarto [personaje] con apariencia de hijo de Dios", perífrasis que se refiere a un ángel en el Canto de los tres jóvenes en el horno.
Este versículo tiene un propósito polémico para acusar a los judíos, como a los cristianos, de haber pervertido el monoteísmo puro. La posición de este versículo, asociado a otros versículos polémicos, muestra la pertenencia a esta retórica polémica. Para Comerro, este sura se inscribe en una "guerra" física y religiosa para instaurar el Islam y en un contexto de "polémica doctrinal contra dos religiones constituidas por parte de una tercera que está en proceso de desarrollo ".  El versículo 31 acentúa aún más la polémica al acusar a judíos y cristianos de convertir a maestros y monjes en "Señores distintos de Dios". Otros versículos del Corán también acusan a cristianos y judíos de elevarse como comunidad a la categoría de "hijos de Dios ".

## Encuadre histórico
Es probable que el relato tenga un trasfondo histórico, ya que no hay rasgos milagrosos y las circunstancias corresponden a la época narrada. Documenta la etapa decisiva en la reconstitución de un Israel postexílico.
Su ministerio duró probablemente dos años. El hecho de que sólo llevara a cabo el encargo del rey de forma incompleta sugiere que sólo pudo lograr un éxito limitado. Esto también se ve apoyado por el hecho de que no fue incluido en la lista más reciente e incompleta de sumos sacerdotes en el libro Esdras-Nehemías 12:10, aunque era sumo sacerdote según el memorando. Es de suponer que sus acciones encontraron resistencia en los círculos influyentes de Jerusalén.
Según el texto actual del Libro de Esdras, su ministerio se fecha clásicamente en el año 458 a. C. bajo Artajerjes I, antes de la llegada de Nehemías. Los intentos de algunos expertos de fechar el comienzo del ministerio en el 398 a. C. (7º año de Artajerjes II, después de la llegada de Nehemías) parecen ilógicos.
La procesión organizada por Esdras, que como el segundo Éxodo se organizó como una procesión con asociaciones sacerdotales, levitas y doce laicos, fue probablemente la única repatriación sistemática de judíos desde Babilonia. Las procesiones anteriores bajo Sheshbazzar y Serubbbel probablemente sólo representaron pequeños séquitos.
Una cuestión muy discutida es la de la ley que Esdras lee en libro Esdras-Nehemías 8. La sorprendida reacción de los oyentes (libro Esdras-Nehemías 8, 9-11) sugiere que se trataba de un documento escrito compilado en Babilonia, que ahora se introducía por primera vez como ley válida en Judá y sentaba así las bases del canon veterotestamentario post-exílico. Está muy extendida la opinión de que éste era el contenido básico de las |Escrituras Sacerdotales y la Ley de Santidad. Argumentos a favor de esto son la alta consideración de la pureza de sangre en el matrimonio, la importancia del orden de género según sacerdotes, levitas y laicos, así como la importancia de los ritos y sacrificios materiales cúlticos. Sin embargo, hay que tener en cuenta que las medidas básicas de Esdras no se corresponden con la redacción de las leyes de la Torá, los ritos y reglamentos difieren y probablemente se utilizó un comienzo de mes diferente. Sigue sin estar claro si Esdras reinterpretó carismáticamente la redacción de su rollo o utilizó una versión diferente del texto. Con menos frecuencia se supone que el texto de la ley era una prefiguración del Deuteronomio. La función de la ley es más importante. El profundo trastorno de la comprensión religiosa que suponen Wellhausen y sus sucesores no puede deducirse de los textos bíblicos. Aquí se otorga a la ley un papel culto-funcional para glorificar la casa de Dios (libro Esdras-Nehemías 7, 27). Se refiere a Israel como una entidad prefabricada que engloba a los retornados y a los que han permanecido en la tierra. La expectativa de un futuro escatológico parece haber sido enfatizada.
El relato no es una aetiología del sinagoga: la lectura tiene lugar en un espacio abierto, el papel del sacerdote es crucial y se incluye tanto a mujeres como a niños.
No se sabe con certeza si la ceremonia de expiación de libro Esdras-Nehemías 9 puede relacionarse con el Esdras histórico.